# Chaerophyllum involucratum
Chaerophyllum involucratum är en flockblommig växtart som först beskrevs av Bunzo Hayata, och fick sitt nu gällande namn av K.F. Chung. Chaerophyllum involucratum ingår i släktet rotkörvlar, och familjen flockblommiga växter. Inga underarter finns listade i Catalogue of Life.